# یوسف‌آباد (محمودآباد)
یوسف آباد، روستایی است از توابع بخش مرکزی شهرستان محمودآباد در استان مازندران ایران. از افراد برجسته این روستا می‌توان آقای کاپیتان قاسم رضایی به عنوان کاپیتان جوان صنایع دریایی کشور در سال ۱۴۰۰ نام برد.

## جمعیت
این روستا در دهستان اهلم‌رستاق شمالی قرار دارد و براساس سرشماری مرکز آمار ایران در سال ۱۳۸۵، جمعیت آن ۶۳۷ نفر (۱۵۶خانوار) بوده است.
از جاذبه‌های گردشگری این روستا می‌توان به دو آببندان زیبا و نیز طبیعت زیبای اطراف آنها اشاره کرد. عمده فعالیت ساکنان این روستا، کشاورزی می‌باشد.